# Tidjelabine
Tidjelabine (în arabă تيجلبين) este o comună din provincia Boumerdès, Algeria.
Populația comunei este de 18.266 de locuitori (2008).